# Nazionale olimpica di calcio del Marocco
La nazionale olimpica di calcio del Marocco è la rappresentativa calcistica che rappresenta l'omonimo stato ai Giochi Olimpici. È posta sotto l'egida della Federazione calcistica del Marocco.

## Partecipazioni ai tornei internazionali

### Giochi olimpici
| Anno | Luogo             | Piazzamento      | V | N | P | Gol  |
| ---- | ----------------- | ---------------- | - | - | - | ---- |
| 1952 | Helsinki          | Non partecipante | - | - | - | -    |
| 1956 | Melbourne         | Non partecipante | - | - | - | -    |
| 1960 | Roma              | Non qualificata  | - | - | - | -    |
| 1964 | Tokyo             | Primo turno      | 0 | 0 | 2 | 1:9  |
| 1968 | Città del Messico | Ritirato         | - | - | - | -    |
| 1972 | Monaco di Baviera | Secondo turno    | 1 | 1 | 4 | 7:14 |
| 1976 | Montréal          | Non qualificata  | - | - | - | -    |
| 1980 | Mosca             | Non qualificata  | - | - | - | -    |
| 1984 | Los Angeles       | Primo turno      | 1 | 0 | 2 | 1:4  |
| 1988 | Seul              | Non qualificata  | - | - | - | -    |
| 1992 | Barcellona        | Primo turno      | 0 | 1 | 2 | 2:8  |
| 1996 | Atlanta           | Non qualificata  | - | - | - | -    |
| 2000 | Sydney            | Primo turno      | 0 | 0 | 3 | 1:7  |
| 2004 | Atene             | Primo turno      | 1 | 1 | 1 | 3:3  |
| 2008 | Pechino           | Non qualificata  | - | - | - | -    |
| 2012 | Londra            | Primo turno      | 0 | 2 | 1 | 2:3  |
| 2016 | Rio de Janeiro    | Non qualificata  | - | - | - | -    |
| 2020 | Tokyo             | Non qualificata  | - | - | - | -    |
| 2024 | Parigi            | Bronzo           | 4 | 0 | 2 | 17:5 |

## Palmarès
- Bronzo olimpico: 1

Parigi 2024

## Tutte le rose
Calcio ai Giochi Olimpici Estivi 19641 Ben Kassou, 2 Kastaiani, 3 Fahim, 4 Nijam, 5 Ben Siffedine, 6 Khanoussi, 7 Nafai, 8 Lamari, 9 Mohamed, 10 Bamous, 11 Ben Dayan, 12 Laghrissi, 13 El Mansouri, 14 Mokhtatif, 15 Sahraoui, 16 Mourchid, 17 Kenzedine, 18 Bouachra, CT: Massoun
Calcio ai Giochi Olimpici Estivi 19721 Ben Kassou, 2 Benkhrif, 3 Ihardane, 4 Lamrani, 5 El Bakhti, 6 Yaghcha, 7 Tazi, 8 Zahraoui, 9 Faras, 10 Tati, 11 Ghazouani, 12 Hazzaz, 13 Hadri, 14 Najah, 15 Jafri, 16 El Filali, 17 El Zaghrari, 18 Merzaq, 19 Belkorchi, CT: Barinaga
Calcio ai Giochi Olimpici Estivi 19841 Zaki, 2 Dahan, 3 Lamris, 4 El Biyaz, 5 Bouyahyaoui, 6 Dolmy, 7 El Haddaoui, 8 Mouttaqui, 9 Hanini, 10 Timoumi, 11 El Biedh, 12 Hmied, 13 Merry, 14 Safri, 15 Ouadani, 16 Janina, 17 El Ghrissi, CT: Faría
Calcio ai Giochi Olimpici Estivi 19921 Achab, 2 Azzouzi, 3 El Hadrioui, 4 Moudakkar, 5 Bouhlal, 6 Naybet, 7 Raghib, 8 Dmiai, 9 El Badraoui, 10 Rokbi, 11 Samadi, 12 Azim, 13 Iddaoudi, 14 Abrami, 15 Karaouane, 16 Bougrine, 17 Chippo, 18 Ammouta, 19 Bahja, 20 Mansouri, CT: Olk
Calcio ai Giochi Olimpici Estivi 20001 El Jarmouni, 2 Nater, 3 Roumani, 4 Ouchla, 5 Chbouki, 6 El Brazi, 7 Kharbouch, 8 Oulmers, 9 Zairi, 10 El Assas, 11 El Moubarki, 12 El Khattari, 13 Kacemi, 14 Bassir, 15 Safri, 16 Benkouar, 17 Aboub, 18 Bagui, 20 El Barodi, CT: El Khider
Calcio ai Giochi Olimpici Estivi 20041 Charef, 2 Zerka, 3 Aqqal, 4 Alioui, 5 Zemmama, 6 El Kaddouri, 7 Talhaoui, 8 Kaïssi, 9 Allaoui, 10 Bouden, 11 Taouil, 12 El Moubarki, 13 Souaidy, 14 Ourahou, 15 Tajeddine, 16 Erbate, 17 El Assas, 18 Lamyaghri, CT: Madih
Calcio ai Giochi Olimpici Estivi 20121 Amsif, 2 Noussir, 3 Aberhoun, 4 El Kaoutari, 5 Bergdich, 6 Najah, 7 Labyad, 8 Fettouhi, 9 Amrabat, 10 Barrada, 11 Bidaoui, 12 El Kaddouri, 13 Feddal, 14 Kharja, 15 Frikeche, 16 Jebbour, 17 El Hassnaoui, 18 Bounou, CT: Verbeek
Calcio ai Giochi Olimpici Estivi 20241 Munir, 2 Hakimi, 3 Nakach, 4 Boukamir, 5 Tahif, 6 Bouchouari, 7 Ben Seghir, 8 El Khannouss, 9 Rahimi, 10 Akomach, 11 El Ouahdi, 12 Ghanimi, 13 Kechta, 14 Targhalline, 15 Maouhoub, 16 Abde, 17 El Azzouzi, 18 Richardson, 19 Manaout, 20 El Moubarik, 21 El Ouadghiri, 22 Asmama, CT: Sektioui